# Zara la vampire
Pour les articles homonymes, voir Zora la vampira.
Zara la vampire (Zora la vampira en italien) est une bande dessinée italienne ou fumetti créée en 1972 d'après une idée originale de l'écrivain Giuseppe Pederiali (it). La réalisation de ces albums (en noir & blanc, et en petit format), à forte connotation érotique, publiés par l'éditeur et écrivain Renzo Barbieri (it), sera confiée en partie à Giuseppe Pederiali (alias Rubino Ventura) pour les scénarios et à Birago Balzano qui dessinera la majeure partie des planches (environ 270 épisodes sur 290). Les jaquettes quant à elles étaient confiées à divers dessinateurs italiens tels qu'Alessandro Biffignandi (it) (1939-2010) ou Emanuele Taglietti (it) par exemple. 
Cette série sera publiée en Italie de 1972 à 1985 par Edifumetto (it) et en 1999 (deux volumes seulement) et en France, de 1975 à 1987, en version censurée, par Elvifrance, la branche française des éditions italiennes Ediperiodici.
Une mini-série de 13 nouveaux épisodes de Zara, renommée "Lady Vampyre", fut publiée en 2001, dessinée par Paolo Puccini et Daniele Statella.

## Personnage
Zara (ou Zora) Bapst, puis Lady Norton après son troisième mariage, est une jeune aristocrate anglaise du milieu du XIXe siècle possédée par l'esprit de Dracula. Tantôt l'acolyte de ce dernier, tantôt son ennemie mortelle selon les facéties du scénario, elle devient la servante de Satan au côté de son amie, Frau Murder, et seule ou accompagnée, elle tente d'assouvir sa soif de luxure et de sang. Elle présente également un côté humain qui fait d'elle un personnage attachant et ambivalent. Elle aura deux enfants aux cours de ses aventures, une fille Aline, qui deviendra reine de Pologne, un fils Gregory dont le père est le roi des Incas et un beau-fils, Edward, lors de son quatrième mariage avec le duc de Hasting. 
Zara la vampire était l'une des séries phares d'Elvifrance et mêlait fantastique, horreur et érotisme, voire pornographie dans les derniers numéros, imposée par l'éditeur, ce qui n'était pas du goût de Birago Balzano qui trouvait cela "pénible". Les scénarios enchaînent très souvent les péripéties rocambolesques, multipliant les croisements d'intrigues qui se terminent souvent en eau-de-boudin. À noter que son physique fut en partie inspiré par Catherine Deneuve, ce qui est assez visible sur la couverture du premier numéro.
Frau Murder finira transformée en statue d'or et, dans le 288e épisode de la série italienne, Zara se noie. Birago Balzano la "ressuscitera", ainsi que Frau Murder, en 1999 dans un numéro spécial (Il Ritorno). Cependant, en France, la popularité du personnage était déjà telle à l'époque qu'elle incita Elvifrance à modifier la dernière page du numéro 288 dans l'édition française pour publier quelques épisodes supplémentaires, dessinés par un autre dessinateur. Elvifrance publiera ainsi cent quarante-deux numéros des aventures de la célèbre vampire et de sa complice, s'autorisant même de faire passer l'intrigue du XIXe siècle au XXe siècle.

## Censure
La version française des épisodes de Zara la vampire fut extrêmement censurée dans les cent premiers numéros, au point parfois de rendre l'histoire incohérente. Ainsi, les vignettes représentant dans la version italienne des sexes en érection ou des vagins en gros plans furent soit éliminées, recadrées, redessinées ou obscurcies par Elvifrance aux endroits par trop licencieux. Des épisodes entiers furent même éliminés, car jugés trop choquants pour le goût français. Il en fut ainsi par exemple d'un nain qui voulait agrandir son sexe pour plaire à Zara ou d'un noir manchot, qui se servait du sien, démesuré, pour tuer ses victimes.
Notons encore que si l'homosexualité féminine est présentée très avantageusement dans la série, les homosexuels de sexe masculin sont par contre tournés systématiquement en dérision, assumant toujours un rôle négatif et méprisable dans l'intrigue.

## Titres des épisodes
Il y a en France 142 volumes consacrés à Zara et également quelques histoires avec ce personnage dans :
- Les Spéciaux EF, no 15 : Le Sérum du docteur Morlack ; no 25 : Les Papillons de nuit.
- Série blanche, no 7 : Comédie sanglante.
- Super terrifiant, no 77 : -1990- Mémoires d'un damné.

En Italie, il y aura 237 volumes publiés sous le nom de Zora, auxquels s'ajoutent huit autres histoires publiées dans d'autres recueils comme Fasma, Sukia, Vampirissimo, Orror ou I notturni.